# 腋毛

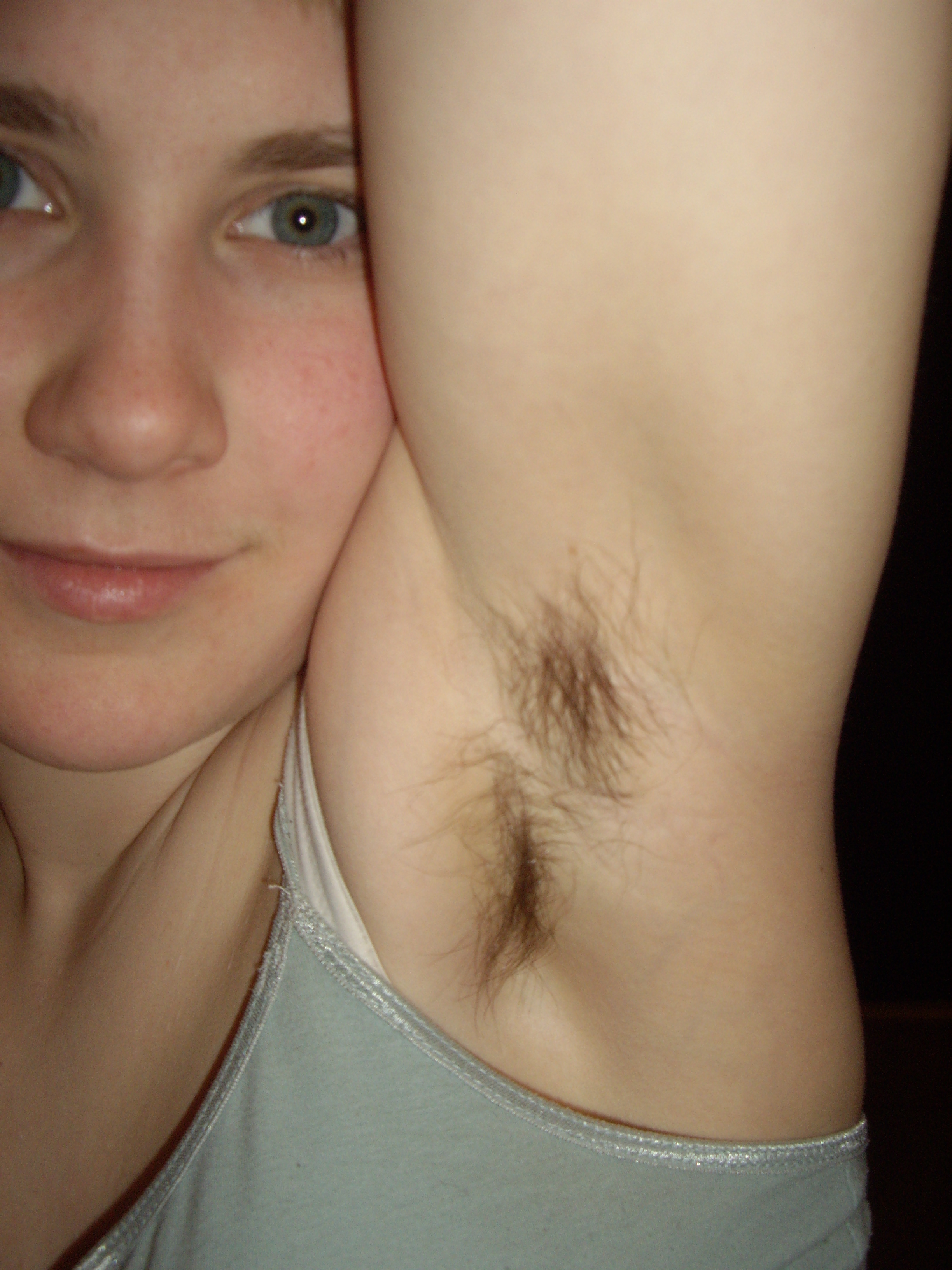
女性的腋毛。

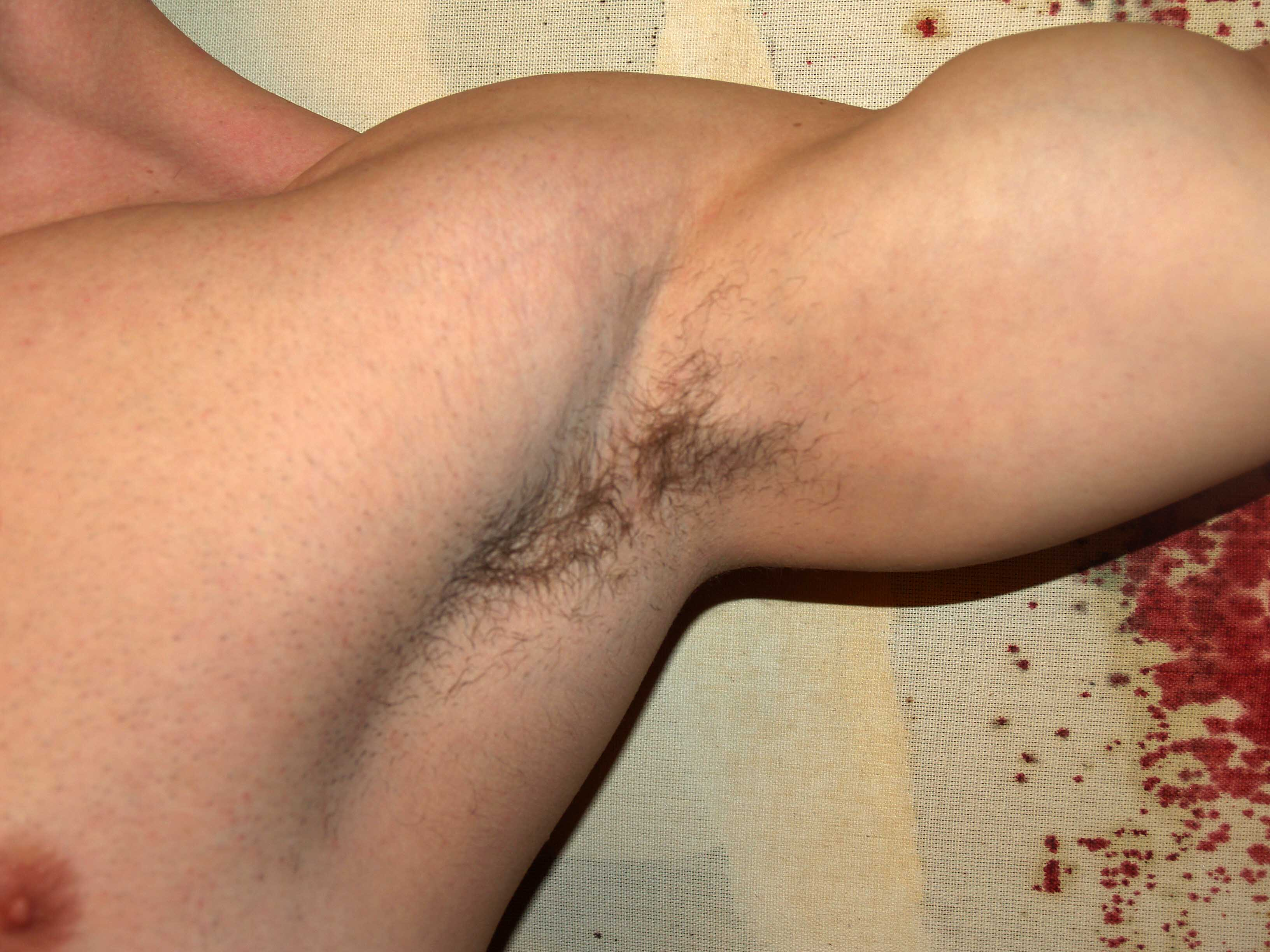
男性的腋毛。

腋毛（英语：underarm hair / axillary hair / armpit hair），人体天然毛发之一，生长于手臂下的腋窝里。
人類通常於青春期（女孩大約於13歲，男孩則大約於15歲）開始出現腋毛，腋毛生長由荷爾蒙的分泌所激發。
腋毛與體味有很大關係，而在動物本能中體味是求偶的工具之一。
惟現今社會人們將腋毛視作異味（體味）的成因，而設法消除腋毛。

## 祛除腋毛
許多人，特別是女性，為了穿著吊帶背心，留腋毛會影響美觀、造成悶熱、細菌孳生等，因此會在成人後除掉腋毛。部分男性也會除掉腋毛。
而在伊斯蘭文化，不論女性或男性都會為了潔淨原因除掉腋毛。參加公開游泳比賽的參賽者通常都會脫掉身上的毛髮（包括腋毛），以減少在水中的阻力。此外，有些參與健身的人士為了美觀亦會脫掉腋毛。
祛除腋毛的常见手法有：脱毛膏（尤其耐痛度较弱者爱用）、夹子拔出等。

## 青春期腋毛的成長
一個於2006年進行的調查，對象是15,000個11-18歲的美國人：女人和男人
| 年歲 | 開始生長的百分比(%) | 完全生長的百分比(%) |
| ---- | ------------------- | ------------------- |
| 11   | 3                   | >1                  |
| 12   | 13                  | 2                   |
| 13   | 42                  | 8                   |
| 14   | 77                  | 21                  |
| 15   | 96                  | 48                  |
| 16   | 99                  | 81                  |
| 17   | >99                 | 90                  |
| 18   | >99                 | 95                  |